# Vanguard Animation
Vanguard Animation je filmski studio koji proizvodi računalno animirane filmove tj. CGI filmove. Sjedište studija je u West Hollywoodu, Kalifornija. Osnovan je 2005. kada je John H. Wiliams počeo produkciju filma Hrabri Pero. Manji udio u vlasništvu ima i Starz Media.

## Filmografija
Postoje filmovi koji su sinkronizirani na hrvatski jezik:
- Hrabri Pero, (2005.)
- Čiča miča (ne)sretna je priča, (2007.)
- Čimpanze u svemiru, (2008.)
- Patuljci uzvraćaju udarac, (2017.)
- Prinčeva strana priče, (2018.)
- Frka, (2019.)

### Filmovi u planu
Naslovi filmova su na engleskom jeziku:
- Space Chimps: Return to Malgor, (2010.)
- The Twits
- The Future is Wild
- Blaze And The Monster Machines

## Vanjske poveznice
- Službena stranica Vanguard Animationa (engl.)